# Petite Nyctale
Aegolius acadicus
Espèce
Statut de conservation UICN

 LC  : Préoccupation mineure
Statut CITES
La Petite Nyctale (Aegolius acadicus) est une espèce de rapace nocturne appartenant à la famille des Strigidae.

## Répartition

présence permanente
aire d'hivernage
aire d'hivernage (peu commun)

## Sous-espèces
D'après la classification de référence (version 14.1, 2024) de l'Union internationale des ornithologues, la Petite Nyctale possède 2 sous-espèces (ordre philogénique) :
- Aegolius acadicus acadicus (Gmelin, JF, 1788) ;
- Aegolius acadicus brooksi (Fleming, JH, 1916).